# Mahencyrtus adelencyrtoides
Mahencyrtus adelencyrtoides is een vliesvleugelig insect uit de familie Encyrtidae. De wetenschappelijke naam is voor het eerst geldig gepubliceerd in 2002 door Basha & Hayat.